# バリスティック
『バリスティック』（原題：Ballistic: Ecks vs. Sever）は、2002年のアメリカ合衆国のアクション映画。タイ出身のカオス監督のハリウッドデビュー作である。出演はアントニオ・バンデラスとルーシー・リューなど。タイトルの「バリスティック」は日本語で「弾道」を意味している。

## ストーリー
ある夜、DIA長官ロバート・ガントの息子マイケルが、謎の女性シーバーに誘拐される事件が発生する。同時刻、とあるバーでFBI捜査官のジェルマイア・エクスが旧知の仲であるフリオ・マーティンの召集で、過去に車の爆発事故で死亡したはずの婚約者ヴィンの生存を知り、彼女の所在を得る交換条件として、ベルリンで部下のロスを使って、極秘開発されていた暗殺兵器「ソフトキル」の強奪を行った疑いのあるガントと、彼の息子を誘拐したシーバーの捜査に乗り出す。

## 登場人物

### 主要人物
ジェルマイア（ジェレミー）・エクス
本作の主人公。ガントとはFBIの頃の同僚であり、ガントの妻ヴィンとは婚約関係にあったが、ガントが車に仕掛けた爆弾による爆発事故で互いが死亡したと思っていた。フリオの捜査依頼でヴィンの所在、ガントとシーバーの調査にあたり、度重なるシーバーとの対決を通して、互いの共通の相手がガントである事を知り、ヴィンとマイケルを守るためにガント率いるDIAと戦うこととなる。熱血漢でありショットガンの名手、ヘビースモーカーでもある。
シーバー
本作のヒロイン。元DIA捜査官でガントの部下でロスとはDIA時代の同僚。幼少の頃、中国の一人っ子政策によってガントが長官を勤めているDIAに引き取られ、生きた殺戮兵器として極秘に暗殺訓練を受けていた。その後結婚し、１人の子供をもうけ幸せな日々を送っていたが、これを良しとしなかったガントの衛星攻撃によって家族と家を失い、これをきっかけにガント復讐を誓った。クールであり暗殺や格闘術、兵器（マシンガン、グレネードランチャー他）の扱いに長け、複数人の特殊部隊を１度に相手しても勝利してしまうほどの強さを持つ。

### 陰謀関係者
ロバート・ガント
元FBIの捜査官でDIA長官。FBI時代は「クラーク」という名前だった。富と権力を優先しており、多大な犠牲もいとわない。エクスとシーバーの人生を大きく狂わせた張本人で、自身の息子（実際はエクスの息子）のマイケルに極小暗殺兵器「ソフトキル」を埋め込ませてベルリンから強奪しアメリカに持ち逃げしようと企んでいた。
A・J・ロス
DIA捜査官でガントの部下、シーバーとは同僚である。ガントの命令でベルリンから暗殺兵器「ソフトキル」を盗み出すも、シーバーの乱入でガントの息子マイケルごと奪われてしまう。ガントの命令に忠実で、特殊部隊の現場指揮を任されている。シーバーと共に訓練を受けていた過去を持ち、並々ならぬ身体能力を持っている。

### ジェルマイア（ジェレミー）の家族
ヴィン
ガントの妻だが元々はジェルマイアの婚約者。ガントによる爆発事故でジェルマイアと離れ離れになり、ガントと結婚する羽目になった。
マイケル
戸籍上ガントとの間に生まれた子供となっている。ジェルマイアとヴィンの実の息子。

### 協力者
フリオ・マーティン
FBI在籍時のエクスの上司、妻のヴィンの接触と引き換えにエクスに捜査の協力を依頼する。
ハリー
FBI在籍時のエクスの同僚捜査官。

## キャスト
| 役名                               | 俳優                   | 日本語吹き替え | 日本語吹き替え | 日本語吹き替え |
| 役名                               | 俳優                   | ソフト版       | テレビ朝日版   |                |
| ---------------------------------- | ---------------------- | -------------- | -------------- | -------------- |
| ジェルマイア（ジェレミー）・エクス | アントニオ・バンデラス | 大塚明夫       | 小山力也       |                |
| シーバー                           | ルーシー・リュー       | 高山みなみ     | 朴璐美         |                |
| ロバート・ガント（クラーク）       | グレッグ・ヘンリー     | 有本欽隆       | 内田直哉       |                |
| A・J・ロス                         | レイ・パーク           | 家中宏         | 五十嵐明       |                |
| ヴィン                             | タリサ・ソト           | 渡辺美佐       | 日野由利加     |                |
| FBIフリオ・マーティン副長官        | ミゲル・サンドバル     | 仲野裕         | 石住昭彦       |                |
| ハリー                             | テリー・チェン         | 松本保典       | 川島得愛       |                |
| ゼーン                             | ロジャー・クロス       | 楠大典         | 乃村健次       |                |
| マイケル                           | エイダン・ドラモンド   | 高山みなみ     | 半場友恵       |                |
| エージェント・カーティス           | エリック・バーカー     | 伊藤和晃       | 大川透         |                |
| FBIエージェント・アディス          | チャールズ・アンデル   | 斉藤瑞樹       |                |                |

- テレビ朝日版 - 初放送2009年4月26日 『日曜洋画劇場』

## 作品の評価
Rotten Tomatoesによれば、118件の評論のうち高評価はなく、平均して10点満点中2.6点を得ている。
Metacriticによれば、26件の評論のうち高評価はなく、賛否混在は5件、低評価は21件、平均して100点満点中19点を得ている。